# さくら通り (郡山市)

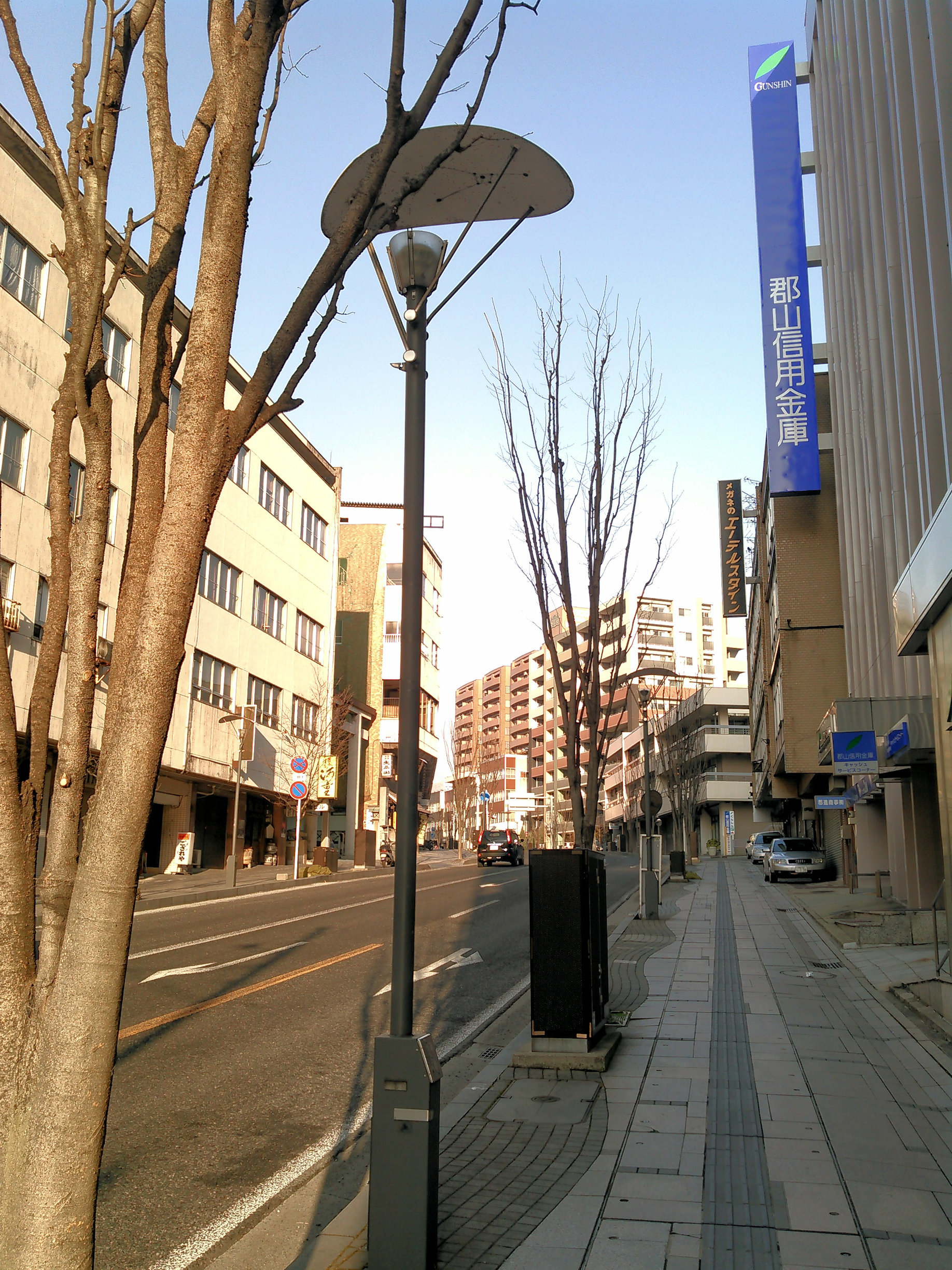
さくら通り駅前側入口

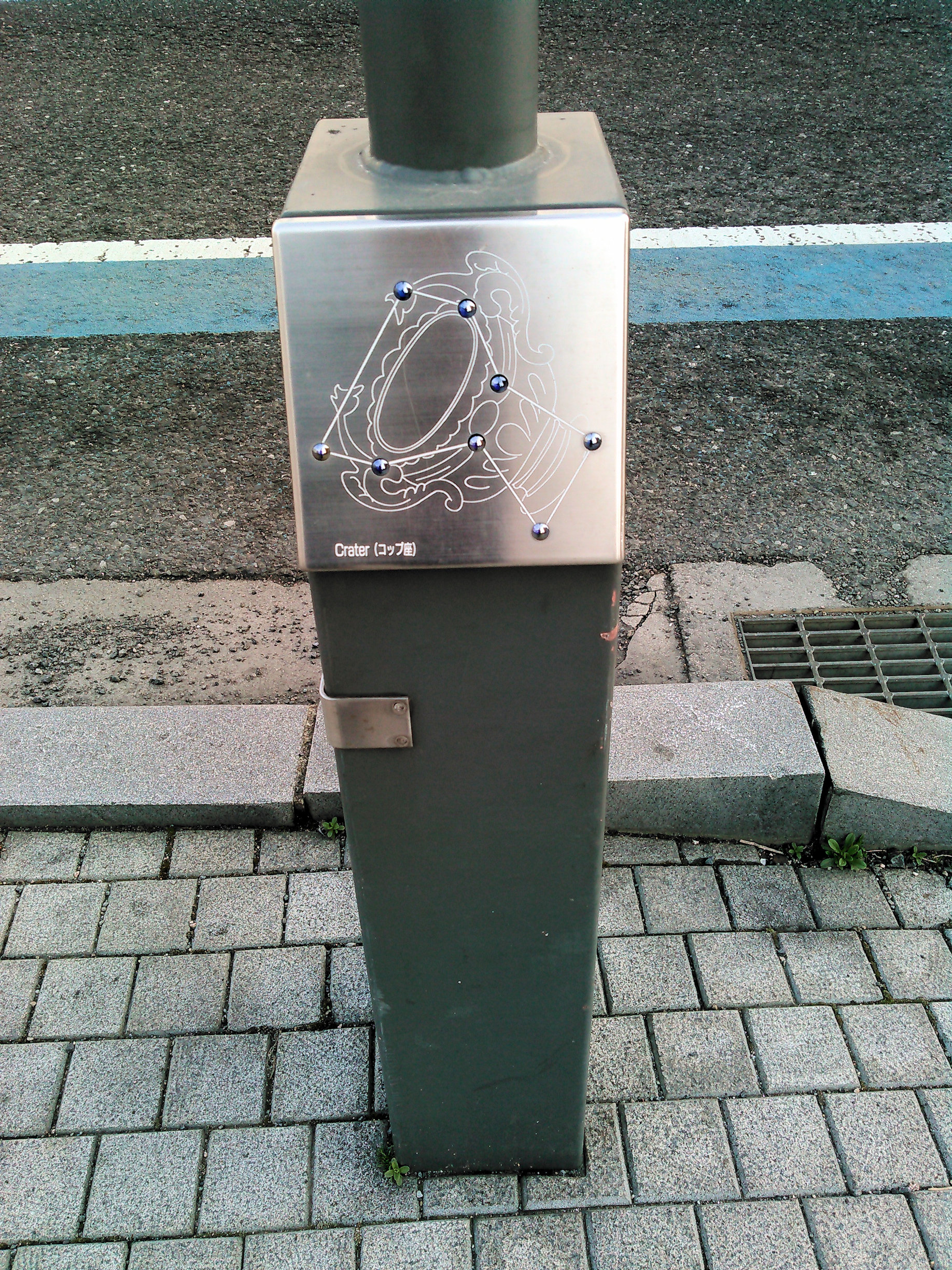
街灯下部の星座のレリーフ

さくら通り（さくらどおり）は、福島県郡山市を東西に走る幹線道路である。ここではさくら通りの延長線上にある新さくら通りについても述べる。

## 概要
安積開拓のために設立された開成社により、郡山の宿場町と開拓地を結ぶために作られた道が始まり。郡山駅がある駅前地区と市役所がある開成山付近を結んでおり、事実上、郡山市のメインストリートとして扱われている。このため、市内のイベントでパレードが行われる場合には、駅前大通りとともにルートに選ばれることが多い。また、景観に配慮して、大半の区間で電線の地中化が行われている。
駅前側からの入口となる清水台地区では、イメージアップのため歩道を石畳とし、街路灯32基はそれぞれ違う星座を描いたものを設置、また、昭和通り（旧国道4号）との交差点には「歩きだす街」というオブジェを設置している。
並行する文化通り、うねめ通りとは異なり片側1車線のため、主要な交差点では長い右折レーンが設けられているものの、渋滞が多く見られる。また、交通量が多いことなどから、内環状線から東側の区間には自転車用レーンが設けられている。
国道49号交点より東側は福島県道142号河内郡山線である。そこから西側は郡山市道1-33号桑野大槻線となり、「新さくら通り」と名を変えて、陸上自衛隊郡山駐屯地前を経て福島県道55号郡山矢吹線との合流点に至る。また、合流した道の延長線上には逢瀬公園が位置するほか、東北自動車道との交点付近に郡山中央スマートICが設置されている。正式名は全線都市計画道路郡山駅庚坦原線。

## 交差する道路

### さくら通り
- 福島県道57号郡山大越線（昭和通り北方向、郡山駅入口交差点）
- 福島県道17号郡山停車場線（昭和通り南方向、郡山駅入口交差点）
- 内環状線
- 国道49号（開成山交差点）

### 以下、新さくら通り
- 国道4号郡山バイパス
- コスモス通り（堤一丁目新さくら通り交差点）
- 福島県道55号郡山矢吹線

### 以下、福島県道55号郡山矢吹線
- 東北自動車道

## 沿道の施設など

### さくら通り
- 安積国造神社
- HIPSHOT JAPAN
- 郡山信用金庫本店
- ホテルハマツ
- ザ・モール郡山
- 福島県立安積黎明高等学校
- 開成山公園
- 郡山市役所
- 開成山大神宮

### 以下、新さくら通り
- ヨークタウン郡山島
- 陸上自衛隊郡山駐屯地
- 郡山西郵便局
- 郡山ザベリオ学園